# Свебодув
Свебодув (пол. Świebodów) — село в Польше в гмине Кроснице Миличского повета Нижнесилезского воеводства.
До 1945 года находилась в составе в Германии. В 1975–1998 годах административно принадлежал Вроцлавскому воеводству.
Здесь в 1946 году родился польский шоссейный велогонщик Рышард Шурковский — многократный призёр Олимпийских игр и Чемпионатов мира в индивидуальной и командной гонках 1970-х годов.